# قبيط رمادي
قبيط رمادي أو قبيط بورمي (الاسم العلمي Polyplectron bicalcaratum)، طائر كبير القد يصل طوله إلى 76 سم، وهو نوع من القبيط وينتمي إلى فصيلة التدرجية. وتتخذ ميانمار من طائر القبيط الرمادي شعارًا رسميًا لها.